# 拉普拉斯-P
拉普拉斯-P（俄语：Лаплас — П），原名木卫二着陆器，是俄罗斯联邦航天局提议的轨道探测器和着陆器项目，旨在研究木星卫星系统并使用着陆器来探索木卫三。
俄罗斯起初表示有兴趣在2022年与欧洲空间局合作，同木星冰月探测器一起发射，后来改为打算使用安加拉A5重型运载火箭发射。由于缺乏资金，俄罗斯最终于2017年无限期推迟本项目。

## 历史
木卫二登陆器将于21世纪20年代发射，作为2007年欧空局所提议木卫二－木星系统任务的一部分，该任务将研究木星及它的卫星系统。它的轨道飞行器在进入环木卫二轨道前，会数次飞越其他几颗木星卫星；而登陆器原本将调查木卫二冰盖下的海洋，然而，为避免木星辐射带的损害，2011年着陆器的目的地由木卫二改为木卫三。 木卫三是太阳系中最大的卫星，它有一个内部海洋，所含水量可能超过地球上所有海洋的总和。
轨道器将飞越木卫三13次、木卫四4次，它携带有50千克（110磅）的探测仪器，而木卫二着陆器则将携带70千克（150磅）的探测设备。

## 概念

艺术家描绘的木卫三内部结构剖面图，结构层按比例绘制。

拉普拉斯-P将是一个双重任务，其特点是将一艘轨道器（代号：LP1）和一架着陆器（代号：LP2）一道发送到木星，轨道器将环绕木卫三飞行，而着陆器则软着陆到它的表面。 拉普拉斯-P中的“P”代表“着陆”（posadka）。
该任务规划的飞行轨道将使用金星-地球-地球重力辅助（VEEGA）路径，这两台探测器将各携带约50千克（110磅）的探测仪器，着陆器由放射性同位素热电发电机提供动力，而轨道器则会配备放射性同位素热电发电机或太阳能电池板。如果着陆器与木星冰月探测器一起发射，那么俄罗斯的轨道器将被省去，因为木星冰月探测器可完全充当它起的作用。俄罗斯拉普拉斯-P项目中的轨道飞行器目标是为着陆器绘制表面地图，而登陆器的主要目标是对木卫三表面进行远程和原位调查。 
木卫三表面辐射环境较为温和，但另一方面，由于它的重力参数（GM=9887.8千米3/秒2）使得从轨道上着陆比木卫二更困难。

## 目标
该任务的主要目标是研究木卫三的大气层及其冰面，评估它的宜居性，原位搜索生命印迹。